# Seznam avstrijskih dirigentov
Seznam avstrijskih dirigentov.

## A
- Paul Angerer

## B
- Karl Böhm

## C
- Friedrich Cerha

## E
- Dominik Ertl

## F
- Leo Fall
- Richard Fall
- Sigl Feigl (jazz)
- Johann Nepomuk Fuchs

## G
- Michael Gielen
- Sascha Goetzel

## H
- Leopold Hager
- Erwin Halletz
- Nikolaus Harnoncourt (1929-2016)
- Kerem Hasan (britansko-avstrijski)
- Siegmund von Hausegger
- Manfred Honeck

## K
- Herbert von Karajan
- Bijan Khadem-Missagh
- Carlos Kleiber
- Erich Kleiber
- Christian Kolonovits
- Erich Wolfgang Korngold
- Clemens Krauss
- Josef Krips (Josef Alois Krips)

## L
- Michael Lagger (jazz...)
- Thomas Lang (zborovodja)
- Richard Lert (avstrij.-amer.)

## M
- Gustav Mahler
- Carl Melles
- Karl Millöcker
- Ludwig Minkus
- Felix Mottl

## O
- Richard Oesterreicher
- Andrés Orozco-Estrada

## P
- Bernhard Paumgartner
- Kirill Petrenko

## R
- Julian Rachlin
- Hans Richter
- Hans Rosbaud

## S
- Heinrich Schiff
- Franz Schreker
- Bernhard Sieberer
- Robert Stolz
- Oscar Straus
- Johann Strauss starejši
- Johann Strauss mlajši
- Josef Strauss
- Otmar Suitner
- Hans Swarowsky

## T
- Karolos Trikolidis

## W
- Felix Weingartner
- Franz Welser-Möst

## Z
- Alexander von Zemlinsky